# Nicolepeira transversalis
Nicolepeira transversalis är en spindelart som först beskrevs av Hercule Nicolet 1849.  Nicolepeira transversalis ingår i släktet Nicolepeira och familjen hjulspindlar. Inga underarter finns listade i Catalogue of Life.